# Tour de France 1965
Le Tour de France 1965 est la 52e édition du Tour de France, course cycliste qui s'est déroulée du 22 juin au 14 juillet 1965 sur 22 étapes pour 4 177 km. Il a été remporté par l'Italien Felice Gimondi devant le Français Raymond Poulidor.

## Bilan de la course
- Victoire de Felice Gimondi pour sa première participation.
- 13 équipes de marque de 10 coureurs participent à ce Tour.
- Départ d'Allemagne pour la première fois du Tour, qui passera en Belgique et en Espagne.
- L'équipe Molteni-Ignis est une équipe composée de 2 formations comprenant 5 coureurs de Molteni (dossard 111 à 115) et de 5 coureurs de Ignis (dossard 116 à 120). C'est aussi la seule formation qui arrive au complet à Paris.
- Aucun Français ne porte le maillot jaune sur ce tour, ce qui n'était plus arrivé depuis trente ans (Tour 1935)
- Vitesse moyenne de ce Tour : 35,886 km/h.

## Étapes
| Étape,        | Date        | Villes étapes                                |                                         | Distance (km)    | Vainqueur d’étape         | Leader du classement général |
| ------------- | ----------- | -------------------------------------------- | --------------------------------------- | ---------------- | ------------------------- | ---------------------------- |
| 1re étape (a) | 22 juin     | Cologne (RFA) – Liège (BEL)                  | Étape de plaine                         | 149              | Rik Van Looy              | Rik Van Looy                 |
| 1re étape (b) | 22 juin     | Liège (BEL) – Liège (BEL)                    | Contre-la-montre par équipes            | 22,5             | Ford France-Gitane-Dunlop | Rik Van Looy                 |
| 2e étape      | 23 juin     | Liège (BEL) – Roubaix                        | Étape de plaine                         | 200,5            | Bernard Van De Kerckhove  | Bernard Van De Kerckhove     |
| 3e étape      | 24 juin     | Roubaix – Rouen                              | Étape de plaine                         | 240              | Felice Gimondi            | Felice Gimondi               |
| 4e étape      | 25 juin     | Caen – Saint-Brieuc                          | Étape de plaine                         | 227              | Edgard Sorgeloos          | Felice Gimondi               |
| 5e étape (a)  | 26 juin     | Saint-Brieuc – Châteaulin                    | Étape de plaine                         | 147              | Cees van Espen            | Felice Gimondi               |
| 5e étape (b)  | 26 juin     | Châteaulin – Châteaulin                      | Contre-la-montre individuel             | 26,5             | Raymond Poulidor          | Felice Gimondi               |
| 6e étape      | 27 juin     | Quimper – La Baule - Hippodrome de Pornichet | Étape de plaine                         | 210,5            | Guido Reybrouck           | Felice Gimondi               |
| 7e étape      | 28 juin     | La Baule – La Rochelle                       | Étape de plaine                         | 219              | Edward Sels               | Bernard Van De Kerckhove     |
| 8e étape      | 29 juin     | La Rochelle – Bordeaux                       | Étape de plaine                         | 197,5            | Jo de Roo                 | Bernard Van De Kerckhove     |
| 9e étape      | 30 juin     | Dax – Bagnères-de-Bigorre                    | Étape de montagne                       | 226,5            | Julio Jiménez             | Felice Gimondi               |
| 10e étape     | 1er juillet | Bagnères-de-Bigorre – Ax-les-Thermes         | Étape de montagne                       | 222,5            | Guido Reybrouck           | Felice Gimondi               |
| 11e étape     | 2 juillet   | Ax-les-Thermes – Barcelone (ESP)             | Étape de montagne                       | 240,5            | José Pérez Francés        | Felice Gimondi               |
|               | 3 juillet   | Barcelone (ESP)                              | Jour de repos                           | Journée de repos | Journée de repos          | Journée de repos             |
| 12e étape     | 4 juillet   | Barcelone (ESP) - Perpignan                  | Étape de plaine                         | 219              | Jan Janssen               | Felice Gimondi               |
| 13e étape     | 5 juillet   | Perpignan – Montpellier                      | Étape de plaine                         | 164              | Adriano Durante           | Felice Gimondi               |
| 14e étape     | 6 juillet   | Montpellier – Mont Ventoux                   | Étape de montagne                       | 173              | Raymond Poulidor          | Felice Gimondi               |
| 15e étape     | 7 juillet   | Carpentras – Gap                             | Étape de montagne                       | 167,5            | Giuseppe Fezzardi         | Felice Gimondi               |
| 16e étape     | 8 juillet   | Gap – Briançon                               | Étape de montagne                       | 177              | Joaquim Galera            | Felice Gimondi               |
| 17e étape     | 9 juillet   | Briançon – Aix-les-Bains                     | Étape de montagne                       | 193,5            | Julio Jiménez             | Felice Gimondi               |
| 18e étape     | 10 juillet  | Aix-les-Bains – Mont Revard                  | Contre-la-montre individuel en montagne | 27               | Felice Gimondi            | Felice Gimondi               |
| 19e étape     | 11 juillet  | Aix-les-Bains – Lyon                         | Étape de montagne                       | 165              | Rik Van Looy              | Felice Gimondi               |
| 20e étape     | 12 juillet  | Lyon – Auxerre                               | Étape de plaine                         | 298,5            | Michael Wright            | Felice Gimondi               |
| 21e étape     | 13 juillet  | Auxerre – Versailles                         | Étape de plaine                         | 225,5            | Gerben Karstens           | Felice Gimondi               |
| 22e étape     | 14 juillet  | Versailles – Paris - Parc des Princes        | Contre-la-montre individuel             | 38               | Felice Gimondi            | Felice Gimondi               |

## Classements

### Classement général final
| Classement général | Classement général  | Classement général   | Classement général        | Classement général  |
|                    | Coureur             | Pays                 | Équipe                    | Temps               |
| ------------------ | ------------------- | -------------------- | ------------------------- | ------------------- |
| 1er                | Felice Gimondi      | Italie               | Salvarani                 | en 116 h 42 min 6 s |
| 2e                 | Raymond Poulidor    | France               | Mercier-BP-Hutchinson     | + 2 min 40 s        |
| 3e                 | Gianni Motta        | Italie               | Molteni / Ignis           | + 4 min 44 s        |
| 4e                 | Henry Anglade       | France               | Pelforth-Sauvage-Lejeune  | + 12 min 43 s       |
| 5e                 | Jean-Claude Lebaube | France               | Ford France-Gitane-Dunlop | + 12 min 56 s       |
| 6e                 | José Pérez Francés  | Espagne              | Ferrys                    | + 13 min 15 s       |
| 7e                 | Guido De Rosso      | Italie               | Molteni / Ignis           | + 14 min 48 s       |
| 8e                 | Frans Brands        | Belgique             | Flandria-Romeo            | + 17 min 36 s       |
| 9e                 | Jan Janssen         | Pays-Bas             | Pelforth-Sauvage-Lejeune  | + 17 min 52 s       |
| 10e                | Francisco Gabica    | Espagne              | KAS-Kaskol                | + 19 min 11 s       |
| 11e                | Karl-Heinz Kunde    | Allemagne de l'Ouest | Wiel's-Groene Leeuw       | + 19 min 21 s       |
| 12e                | Roger Pingeon       | France               | Peugeot-BP-Michelin       | + 20 min 32 s       |
| 13e                | Valentín Uriona     | Espagne              | KAS-Kaskol                | + 24 min 34 s       |
| 14e                | Henri Duez          | France               | Peugeot-BP-Michelin       | + 25 min 7 s        |
| 15e                | Renzo Fontona       | Italie               | Molteni / Ignis           | + 25 min 31 s       |
| 16e                | Gilbert Desmet      | Belgique             | Wiel's-Groene Leeuw       | + 28 min 4 s        |
| 17e                | André Zimmermann    | France               | Peugeot-BP-Michelin       | + 29 min 35 s       |
| 18e                | André Foucher       | France               | Pelforth-Sauvage-Lejeune  | + 29 min 53 s       |
| 19e                | Arnaldo Pambianco   | Italie               | Salvarani                 | + 32 min 48 s       |
| 20e                | Louis Rostollan     | France               | Ford France-Gitane-Dunlop | + 34 min 51 s       |
| 21e                | Walter Boucquet     | Belgique             | Flandria-Romeo            | + 34 min 52 s       |
| 22e                | Angelino Soler      | Espagne              | Peugeot-BP-Michelin       | + 36 min 36 s       |
| 23e                | Julio Jiménez       | Espagne              | KAS-Kaskol                | + 36 min 45 s       |
| 24e                | Michael Wright      | Royaume-Uni          | Wiel's-Groene Leeuw       | + 40 min 11 s       |
| 25e                | Fernando Manzaneque | Espagne              | Ferrys                    | + 40 min 38 s       |
| modifier           |                     |                      |                           |                     |

### Classements annexes finals
| Classement par points, | Classement par points, | Classement par points, | Classement par points,   | Classement par points, |
| ---------------------- | ---------------------- | ---------------------- | ------------------------ | ---------------------- |
|                        | Coureur                | Pays                   | Équipe                   | Point(s)               |
| 1er                    | Jan Janssen            | Pays-Bas               | Pelforth-Sauvage-Lejeune | 144 points             |
| 2e                     | Guido Reybrouck        | Belgique               | Flandria-Romeo           | 130 pts                |
| 3e                     | Felice Gimondi         | Italie                 | Salvarani                | 124 pts                |
| 4e                     | Rik Van Looy           | Belgique               | Solo-Superia             | 109 pts                |
| 5e                     | Michael Wright         | Royaume-Uni            | Wiel's-Groene Leeuw      | 98 pts                 |
| 6e                     | Georges Vandenberghe   | Belgique               | Flandria-Romeo           | 94 pts                 |
| 7e                     | Benoni Beheyt          | Belgique               | Wiel's-Groene Leeuw      | 85 pts                 |
| 8e                     | Frans Brands           | Belgique               | Flandria-Romeo           | 84 pts                 |
| 9e                     | Julio Jiménez          | Espagne                | KAS-Kaskol               | 84 pts                 |
| 10e                    | Gianni Motta           | Italie                 | Molteni / Ignis          | 84 pts                 |
| modifier               |                        |                        |                          |                        |

| Classement du Prix du meilleur grimpeur | Classement du Prix du meilleur grimpeur | Classement du Prix du meilleur grimpeur | Classement du Prix du meilleur grimpeur | Classement du Prix du meilleur grimpeur |
| --------------------------------------- | --------------------------------------- | --------------------------------------- | --------------------------------------- | --------------------------------------- |
|                                         | Coureur                                 | Pays                                    | Équipe                                  | Point(s)                                |
| 1er                                     | Julio Jiménez                           | Espagne                                 | KAS-Kaskol                              | 133 points                              |
| 2e                                      | Frans Brands                            | Belgique                                | Flandria-Romeo                          | 74 pts                                  |
| 3e                                      | Joaquin Galera                          | Espagne                                 | KAS-Kaskol                              | 68 pts                                  |
| 4e                                      | Felice Gimondi                          | Italie                                  | Salvarani                               | 55 pts                                  |
| 5e                                      | Raymond Poulidor                        | France                                  | Mercier-BP-Hutchinson                   | 48 pts                                  |
| 6e                                      | Henri Anglade                           | France                                  | Pelforth-Sauvage-Lejeune                | 47 pts                                  |
| 7e                                      | Gianni Motta                            | Italie                                  | Molteni / Ignis                         | 45 pts                                  |
| 8e                                      | José Pérez Francés                      | Espagne                                 | Ferrys                                  | 43 pts                                  |
| 9e                                      | Rik Van Looy                            | Belgique                                | Solo-Superia                            | 30 pts                                  |
| 10e                                     | Francisco Gabica                        | Espagne                                 | KAS-Kaskol                              | 25 pts                                  |
| modifier                                |                                         |                                         |                                         |                                         |

| Classement par équipes | Classement par équipes    | Classement par équipes | Classement par équipes |
|                        | Équipe                    | Pays                   | Temps                  |
| ---------------------- | ------------------------- | ---------------------- | ---------------------- |
| 1re                    | KAS-Kaskol                | Espagne                | en 349 h 29 min 19 s   |
| 2e                     | Pelforth-Sauvage-Lejeune  | France                 | + 16 min 8 s           |
| 3e                     | Molteni / Ignis           | Italie                 | + 16 min 35 s          |
| 4e                     | Peugeot-BP-Michelin       | France                 | + 21 min 36 s          |
| 5e                     | Wiel's-Groene Leeuw       | Belgique               | + 36 min 3 s           |
| 6e                     | Salvarani                 | Italie                 | + 38 min 17 s          |
| 7e                     | Ferrys                    | Espagne                | + 46 min 51 s          |
| 8e                     | Mercier-BP-Hutchinson     | France                 | + 50 min 21 s          |
| 9e                     | Televizier                | Pays-Bas               | + 54 min 51 s          |
| 10e                    | Ford France-Gitane-Dunlop | France                 | + 1 h 3 min 52 s       |
| modifier               |                           |                        |                        |

| Classement de la combativité | Classement de la combativité | Classement de la combativité | Classement de la combativité | Classement de la combativité |
| ---------------------------- | ---------------------------- | ---------------------------- | ---------------------------- | ---------------------------- |
|                              | Coureur                      | Pays                         | Équipe                       | Point(s)                     |
| 1er                          | Felice Gimondi               | Italie                       | Salvarani                    | 80 points                    |
| 2e                           | Henri Anglade                | France                       | Pelforth-Sauvage-Lejeune     | 58 pts                       |
| 3e                           | Frans Brands                 | Belgique                     | Flandria-Romeo               | 56 pts                       |
| modifier                     |                              |                              |                              |                              |

### Évolution des classements
| Étape              | Vainqueur                 | Classement général       | Classement par points    | Classement de la montagne | Classement par équipes   | Classement de la combativité | Classement de la combativité |
| Étape              | Vainqueur                 | Classement général       | Classement par points    | Classement de la montagne | Classement par équipes   | Étape                        | Leader                       |
| ------------------ | ------------------------- | ------------------------ | ------------------------ | ------------------------- | ------------------------ | ---------------------------- | ---------------------------- |
| 1a                 | Rik Van Looy              | Rik Van Looy             | Rik Van Looy             | Frans Brands              | Solo-Superia             | Frans Brands                 | Frans Brands                 |
| 1b                 | Ford France-Gitane-Dunlop | Rik Van Looy             | Rik Van Looy             | Frans Brands              | Solo-Superia             | Frans Brands                 | Frans Brands                 |
| 2                  | Bernard Van De Kerkhove   | Bernard Van de Kerckhove | Bernard Van de Kerckhove | Frans Brands              | Solo-Superia             | Felice Gimondi               | Felice Gimondi               |
| 3                  | Felice Gimondi            | Felice Gimondi           | Bernard Van de Kerckhove | Frans Brands              | Solo-Superia             | Anatole Novak                | Felice Gimondi               |
| 4                  | Edgard Sorgeloos          | Felice Gimondi           | Bernard Van de Kerckhove | Frans Brands              | Solo-Superia             | Jozef Timmerman              | Felice Gimondi               |
| 5a                 | Cees van Espen            | Felice Gimondi           | Bernard Van de Kerckhove | Frans Brands              | Televizier               | Frans Brands                 | Felice Gimondi               |
| 5b                 | Raymond Poulidor          | Felice Gimondi           | Bernard Van de Kerckhove | Frans Brands              | Solo-Superia             | Frans Brands                 | Felice Gimondi               |
| 6                  | Guido Reybrouck           | Felice Gimondi           | Guido Reybrouck          | Frans Brands              | Solo-Superia             | Jo de Roo                    | Frans Brands                 |
| 7                  | Edward Sels               | Bernard Van de Kerckhove | Guido Reybrouck          | Frans Brands              | Solo-Superia             | Edward Sels                  | Frans Brands                 |
| 8                  | Jo de Roo                 | Bernard Van de Kerckhove | Jo de Roo                | Frans Brands              | Solo-Superia             | Roger Pingeon                | Jo de Roo                    |
| 9                  | Julio Jiménez             | Felice Gimondi           | Felice Gimondi           | Julio Jiménez             | Peugeot-BP-Michelin      | Julio Jiménez                | Jo de Roo                    |
| 10                 | Guido Reybrouck           | Felice Gimondi           | Guido Reybrouck          | Julio Jiménez             | Peugeot-BP-Michelin      | Rik Van Looy                 | Jo de Roo                    |
| 11                 | José Pérez Francés        | Felice Gimondi           | Guido Reybrouck          | Julio Jiménez             | Peugeot-BP-Michelin      | José Pérez Francés           | Felice Gimondi               |
| 12                 | Jan Janssen               | Felice Gimondi           | Guido Reybrouck          | Julio Jiménez             | Peugeot-BP-Michelin      | Angelino Soler               | Felice Gimondi               |
| 13                 | Adriano Durante           | Felice Gimondi           | Guido Reybrouck          | Julio Jiménez             | Peugeot-BP-Michelin      | Hubert Ferrer                | Frans Brands                 |
| 14                 | Raymond Poulidor          | Felice Gimondi           | Jan Janssen              | Julio Jiménez             | Pelforth-Sauvage-Lejeune | Raymond Poulidor             | Felice Gimondi               |
| 15                 | Giuseppe Fezzardi         | Felice Gimondi           | Jan Janssen              | Julio Jiménez             | Pelforth-Sauvage-Lejeune | José Antonio Momeñe          | Felice Gimondi               |
| 16                 | Joaquim Galera            | Felice Gimondi           | Jan Janssen              | Julio Jiménez             | KAS-Kaskol               | Joaquim Galera               | Felice Gimondi               |
| 17                 | Julio Jiménez             | Felice Gimondi           | Jan Janssen              | Julio Jiménez             | KAS-Kaskol               | Frans Brands                 | Felice Gimondi               |
| 18                 | Felice Gimondi            | Felice Gimondi           | Jan Janssen              | Julio Jiménez             | KAS-Kaskol               | Felice Gimondi               | Felice Gimondi               |
| 19                 | Rik Van Looy              | Felice Gimondi           | Jan Janssen              | Julio Jiménez             | KAS-Kaskol               | Henry Anglade                | Felice Gimondi               |
| 20                 | Michael Wright            | Felice Gimondi           | Jan Janssen              | Julio Jiménez             | KAS-Kaskol               | André Darrigade              | Felice Gimondi               |
| 21                 | Gerben Karstens           | Felice Gimondi           | Jan Janssen              | Julio Jiménez             | KAS-Kaskol               | Gerben Karstens              | Felice Gimondi               |
| 22                 | Felice Gimondi            | Felice Gimondi           | Jan Janssen              | Julio Jiménez             | KAS-Kaskol               | Non décerné                  | Felice Gimondi               |
| Classements finals | Classements finals        | Felice Gimondi           | Jan Janssen              | Julio Jiménez             | KAS-Kaskol               | Felice Gimondi               | Felice Gimondi               |

## Liste des participants
La liste ci-dessous présente les coureurs inscrits par numéro de dossard.
| Légende | Légende                                                                    | Légende | Légende                                                    |
| ------- | -------------------------------------------------------------------------- | ------- | ---------------------------------------------------------- |
| Num     | Dossard de départ porté par le coureur sur ce Tour                         | Pos     | Position à l'arrivée de la course                          |
|         | Indique un maillot de champion national ou mondial, suivi de sa spécialité | NP      | Indique un coureur qui n'a pas pris le départ de la course |
| AB      | Indique un coureur qui n'a pas terminé la course                           | HD      | Indique un coureur qui a terminé la course hors des délais |

| Ford France-Gitane-Dunlop                                  | Ford France-Gitane-Dunlop | Ford France-Gitane-Dunlop |
| ---------------------------------------------------------- | ------------------------- | ------------------------- |
| Num                                                        | Coureur                   | Pos                       |
| 1                                                          | Lucien Aimar (FRA)        | AB-9                      |
| 2                                                          | Arie den Hartog (NED)     | AB-9                      |
| 3                                                          | Vincent Denson (GBR)      | 87e                       |
| 4                                                          | Pierre Everaert (FRA)     | AB-10                     |
| 5                                                          | Michel Grain (FRA)        | 83e                       |
| 6                                                          | Jean-Claude Lebaube (FRA) | 5e                        |
| 7                                                          | Cees Lute (NED)           | 67e                       |
| 8                                                          | Pierre Martin (FRA)       | AB-9                      |
| 9                                                          | Anatole Novak (FRA)       | 66e                       |
| 10                                                         | Louis Rostollan (FRA)     | 20e                       |
| Directeurs sportifs : Raphaël Géminiani et Raymond Louviot |                           |                           |

| Margnat-Paloma-Inuri-Dunlop    | Margnat-Paloma-Inuri-Dunlop | Margnat-Paloma-Inuri-Dunlop |
| ------------------------------ | --------------------------- | --------------------------- |
| Num                            | Coureur                     | Pos                         |
| 11                             | Jacques Bachelot (FRA)      | 62e                         |
| 12                             | Federico Bahamontes (ESP)   | AB-10                       |
| 13                             | Gilbert Bellone (FRA)       | HD-15                       |
| 14                             | André Darrigade (FRA)       | 93e                         |
| 15                             | Ginés Garcia Peran (ESP)    | 27e                         |
| 16                             | Albertus Geldermans (NED)   | AB-10                       |
| 17                             | Hans Junkermann (RFA)       | 28e                         |
| 18                             | François Le Her (FRA)       | 88e                         |
| 19                             | Raymond Mastrotto (FRA)     | 38e                         |
| 20                             | Jean Milesi (FRA)           | 94e                         |
| Directeur sportif : Raoul Rémy |                             |                             |

| Mercier-BP-Hutchinson             | Mercier-BP-Hutchinson   | Mercier-BP-Hutchinson |
| --------------------------------- | ----------------------- | --------------------- |
| Num                               | Coureur                 | Pos                   |
| 21                                | Frans Aerenhouts (BEL)  | 61e                   |
| 22                                | Jean-Louis Bodin (FRA)  | 33e                   |
| 23                                | Robert Cazala (FRA)     | 64e                   |
| 24                                | Georges Chappe (FRA)    | AB-10                 |
| 25                                | Jean Gainche (FRA)      | 71e                   |
| 26                                | Jean-Pierre Genet (FRA) | 75e                   |
| 27                                | Raymond Poulidor (FRA)  | 2e                    |
| 28                                | Roger Swerts (BEL)      | 40e                   |
| 29                                | Victor Van Schil (BEL)  | 41e                   |
| 30                                | Rolf Wolfshohl (RFA)    | AB-10                 |
| Directeur sportif : Antonin Magne |                         |                       |

| Pelforth-Sauvage-Lejeune            | Pelforth-Sauvage-Lejeune   | Pelforth-Sauvage-Lejeune |
| ----------------------------------- | -------------------------- | ------------------------ |
| Num                                 | Coureur                    | Pos                      |
| 31                                  | Henry Anglade (FRA)        | 4e                       |
| 32                                  | Hubert Ferrer (FRA)        | 92e                      |
| 33                                  | André Foucher (FRA)        | 18e                      |
| 34                                  | Georges Groussard (FRA)    | AB-3                     |
| 35                                  | Joseph Groussard (FRA)     | 96e                      |
| 36                                  | Jan Janssen (NED)          | 9e                       |
| 37                                  | Jean-Claude Lefebvre (FRA) | 82e                      |
| 38                                  | François Mahé (FRA)        | 43e                      |
| 39                                  | Willy Monty (BEL)          | 42e                      |
| 40                                  | Johny Schleck (LUX)        | 52e                      |
| Directeur sportif : Maurice De Muer |                            |                          |

| Peugeot-BP-Michelin                                   | Peugeot-BP-Michelin          | Peugeot-BP-Michelin |
| ----------------------------------------------------- | ---------------------------- | ------------------- |
| Num                                                   | Coureur                      | Pos                 |
| 41                                                    | Ferdinand Bracke (BEL)       | AB-11               |
| 42                                                    | Raymond Delisle (FRA)        | AB-11               |
| 43                                                    | Henri Duez (FRA)             | 14e                 |
| 44                                                    | Désiré Letort (FRA)          | AB-13               |
| 45                                                    | Michel Nédélec (FRA)         | AB-6                |
| 46                                                    | Roger Pingeon (FRA)          | 12e                 |
| 47                                                    | Tom Simpson (GBR)            | AB-20               |
| 48                                                    | Angelino Soler (ESP)         | 22e                 |
| 49                                                    | Georges Van Coningsloo (BEL) | HD-11               |
| 50                                                    | André Zimmermann (FRA)       | 17e                 |
| Directeurs sportifs : Adolphe Deledda et Gaston Plaud |                              |                     |

| Flandria-Romeo                          | Flandria-Romeo                | Flandria-Romeo |
| --------------------------------------- | ----------------------------- | -------------- |
| Num                                     | Coureur                       | Pos            |
| 51                                      | Walter Boucquet (BEL)         | 21e            |
| 52                                      | Willy Bocklant (BEL)          | AB-10          |
| 53                                      | Frans Brands (BEL)            | 8e             |
| 54                                      | Julien Haeltermann (BEL)      | AB-15          |
| 55                                      | Yvo Molenaers (BEL)           | 81e            |
| 56                                      | Peter Post (NED)              | AB-9           |
| 57                                      | Guido Reybrouck (BEL)         | 54e            |
| 58                                      | Georges Vandenberghe (BEL)    | 39e            |
| 59                                      | Roland Van De Rijse (BEL)     | 59e            |
| 60                                      | Guillaume Van Tongerloo (BEL) | 80e            |
| Directeur sportif : Guillaume Driessens |                               |                |

| Solo-Superia                    | Solo-Superia                   | Solo-Superia |
| ------------------------------- | ------------------------------ | ------------ |
| Num                             | Coureur                        | Pos          |
| 61                              | Armand Desmet (BEL)            | NP-21        |
| 62                              | Noël De Pauw (BEL)             | 72e          |
| 63                              | Henri De Wolf (BEL)            | 60e          |
| 64                              | Jozef Planckaert (BEL)         | 56e          |
| 65                              | Edward Sels (BEL)              | AB-10        |
| 66                              | Edgard Sorgeloos (BEL)         | 84e          |
| 67                              | Julien Stevens (BEL)           | AB-9         |
| 68                              | Michel Van Aerde (BEL)         | 35e          |
| 69                              | Bernard Van De Kerckhove (BEL) | AB-9         |
| 70                              | Rik Van Looy (BEL)             | 31e          |
| Directeur sportif : Hugo Marien |                                |              |

| Wiel's-Groene Leeuw                 | Wiel's-Groene Leeuw    | Wiel's-Groene Leeuw |
| ----------------------------------- | ---------------------- | ------------------- |
| Num                                 | Coureur                | Pos                 |
| 71                                  | Benoni Beheyt (BEL)    | 47e                 |
| 72                                  | Gilbert Desmet (BEL)   | 16e                 |
| 73                                  | Gilbert De Smet (BEL)  | 48e                 |
| 74                                  | Gustaaf De Smet (BEL)  | AB-9                |
| 75                                  | Karl-Heinz Kunde (RFA) | 11e                 |
| 76                                  | Eddy Pauwels (BEL)     | AB-19               |
| 77                                  | Dieter Puschel (RFA)   | AB-9                |
| 78                                  | Jozef Timmerman (BEL)  | 69e                 |
| 79                                  | August Verhaegen (BEL) | 45e                 |
| 80                                  | Michael Wright (GBR)   | 24e                 |
| Directeur sportif : Albert De Kimpe |                        |                     |

| Televizier                          | Televizier             | Televizier |
| ----------------------------------- | ---------------------- | ---------- |
| Num                                 | Coureur                | Pos        |
| 81                                  | Jo de Haan (NED)       | 77e        |
| 82                                  | Jo de Roo (NED)        | 55e        |
| 83                                  | Cees Haast (NED)       | AB-17      |
| 84                                  | Hubertus Harings (NED) | 32e        |
| 85                                  | Gerben Karstens (NED)  | 57e        |
| 86                                  | Bas Maliepaard (NED)   | 51e        |
| 87                                  | Henk Nijdam (NED)      | 50e        |
| 88                                  | Leo van Dongen (NED)   | 90e        |
| 89                                  | Cees van Espen (NED)   | AB-11      |
| 90                                  | Rik Wouters (NED)      | 29e        |
| Directeur sportif : Kees Pellenaars |                        |            |

| Ferrys                                 | Ferrys                    | Ferrys |
| -------------------------------------- | ------------------------- | ------ |
| Num                                    | Coureur                   | Pos    |
| 91                                     | Fernando Manzaneque (ESP) | 25e    |
| 92                                     | Antonio Bertrán (ESP)     | 85e    |
| 93                                     | Eduardo Castelló (ESP)    | 44e    |
| 94                                     | Rogelio Hernández (ESP)   | 76e    |
| 95                                     | Esteban Martín (ESP)      | 65e    |
| 96                                     | Ramón Mendiburu (ESP)     | NP-13  |
| 97                                     | Luís Otaño (ESP)          | 30e    |
| 98                                     | José Pérez Francés (ESP)  | 6e     |
| 99                                     | Raúl Rey (ESP)            | 95e    |
| 100                                    | Juan García Such (ESP)    | AB-19  |
| Directeur sportif : Damián Pla Sanchis |                           |        |

| KAS-Kaskol                             | KAS-Kaskol                    | KAS-Kaskol |
| -------------------------------------- | ----------------------------- | ---------- |
| Num                                    | Coureur                       | Pos        |
| 101                                    | Carlos Echeverría (ESP)       | 53e        |
| 102                                    | Sebastián Elorza (ESP)        | 26e        |
| 103                                    | Francisco Gabica (ESP)        | 10e        |
| 104                                    | Joaquim Galera (ESP)          | 37e        |
| 105                                    | Antonio Gómez del Moral (ESP) | AB-9       |
| 106                                    | Julio Jiménez (ESP)           | 23e        |
| 107                                    | José Antonio Momeñe (ESP)     | 34e        |
| 108                                    | Juan José Sagarduy (ESP)      | 46e        |
| 109                                    | Valentín Uriona (ESP)         | 13e        |
| 110                                    | Eusebio Vélez (ESP)           | AB-10      |
| Directeur sportif : Dalmacio Langarica |                               |            |

| Molteni / Ignis                                        | Molteni / Ignis          | Molteni / Ignis |
| ------------------------------------------------------ | ------------------------ | --------------- |
| Num                                                    | Coureur                  | Pos             |
| 111                                                    | René Binggeli (SUI)      | 49e             |
| 112                                                    | Guido De Rosso (ITA)     | 7e              |
| 113                                                    | Giacomo Fornoni (ITA)    | 89e             |
| 114                                                    | Giuseppe Fezzardi (ITA)  | 36e             |
| 115                                                    | Gianni Motta (ITA)       | 3e              |
| 116                                                    | Ambrogio Colombo (ITA)   | 78e             |
| 117                                                    | Adriano Durante (ITA)    | 73e             |
| 118                                                    | Renzo Fontona (ITA)      | 15e             |
| 119                                                    | Ambrogio Portalupi (ITA) | 63e             |
| 120                                                    | Remo Stefanoni (ITA)     | 74e             |
| Directeurs sportifs : Giorgio Albani et Ercole Baldini |                          |                 |

| Salvarani                         | Salvarani                 | Salvarani |
| --------------------------------- | ------------------------- | --------- |
| Num                               | Coureur                   | Pos       |
| 121                               | Vittorio Adorni (ITA)     | AB-9      |
| 122                               | Francis Blanc (SUI)       | 79e       |
| 123                               | Felice Gimondi (ITA)      | 1er       |
| 124                               | Italo Mazzacurati (ITA)   | 68e       |
| 125                               | Mario Minieri (ITA)       | 91e       |
| 126                               | Diego Ronchini (ITA)      | 86e       |
| 127                               | Arnaldo Pambianco (ITA)   | 19e       |
| 128                               | Pietro Partesotti (ITA)   | 58e       |
| 129                               | Gilberto Vendemiati (ITA) | 70e       |
| 130                               | Roland Zöffel (SUI)       | AB-15     |
| Directeur sportif : Luciano Pezzi |                           |           |